# 陸溥
陸溥（1484年—1528年），字原博（一字元博），號平野，浙江杭州府錢塘縣人，民籍。

## 生平
治《易經》，行一，由府學生中式正德二年（1507年）丁卯科浙江鄉試第五十七名舉人，正德三年（1508年）聯捷戊辰科會試第二百三十名，第二甲第八十五名進士。授兵部职方司主事，正德七年（1512年）九月以平贼功賞银五两、紵丝一表里。十年母胡安人去世丁忧归，服阕，补武选司员外，历武库司、武选司郎中。武宗欲南征宁王朱宸濠叛乱，陸溥与同省郎官伏阙谏止，被廷杖几乎毙命。十五年（1520年）十一月出为江西布政司左参议，十六年進階奉政大夫，嘉靖六年（1527年）十一月升陕西左参政，乞假归省，赴任行至灵宝卒，年仅四十有五。与陸溥同被廷杖者有仁和人翰林江晖，被稱为杭之二直。

## 家族
曾祖陸文中。祖陸偉，澤州知州。父陸鎰，清河县知县、府照磨。母胡氏。重庆下。